# 大埔美精密機械園區
大埔美精密機械園區，簡稱大埔美園區，是臺灣嘉義縣大林鎮與梅山鄉的精密機械產業專區，占地298公頃，嘉義縣政府在2000年公告編定，位於福爾摩沙高速公路梅山交流道西側，2008年5月正式辦理園區土地預售，迄今已有程泰、上銀、高鋒等43家廠商申購進駐。2016年10月完成公共設施，年產值預計達新台幣780億元以上，可為嘉義縣增加新台幣1.3億元稅收，帶動周邊大林鎮，溪口鄉、梅山鄉和民雄鄉的發展。
嘉義縣政府視大埔美精密機械園區為「翻轉嘉義縣的重要基石」。
2019年，臺灣美容保養品牌佐登妮絲集團於園區內興建生技園區佐登妮絲城堡，2022年10月竣工落成，為當地新興之觀光工廠。

## 第二期
嘉義縣政府鑒於大埔美精密機械園區第一期土地298公頃完全銷售，遂著手規劃第二期。
二期完工後將使整個園區面積超過400公頃，成為全台最大的精密機械產業專區。
大埔美精密機械園區第二期計畫在2014年動工，迄今已有28家廠商進駐。另有7家廠商的廠房正在興建中，預計2019年即可開始營運。

## 周邊
- 大埔美教會
- 南華大學
- 國防部中坑營區、崎頂營區

## 來源
1. ↑  . 嘉義縣政府全球資訊網. 2009-09-29  [2018-05-16]. （原始内容存档于2020-02-16） （中文）.
2. ↑  . 嘉義縣政府工商服務投資網. 2016-05-31  [2018-05-16]. （原始内容存档于2020-09-26） （中文）.
3. 1 2  曾麗芳. . 中時電子報. 2014-01-23  [2018-05-16]. （原始内容存档于2020-02-16） （中文）.
4. ↑  曾麗芳. . 中時電子報. 2018-02-02  [2018-05-16]. （原始内容存档于2020-02-16） （中文）.
5. ↑  林承志. . MyGoNews買購房地產新聞-兩岸房地產 投資新聞. 2012-03-12  [2018-05-16]. （原始内容存档于2020-02-16） （中文）.
6. ↑  曾麗芳. . 中時電子報. 2018-05-07  [2018-05-16]. （原始内容存档于2020-02-16） （中文）.